# Ustawa podatkowa
Ustawa podatkowa – ustawa nakładająca podatek i określająca wymienione w art. 217 Konstytucji RP elementy konstrukcyjne podatku, tj. podmiot, przedmiot opodatkowania, stawki podatkowe, zasady przyznawania ulg i umorzeń oraz kategorii podmiotów zwolnionych od podatków. Ustawa podatkowa jest wyrazem tego, że w demokratycznym państwie prawnym ingerencja w prawa obywatela musi mieć konstytucyjną legitymację i formę ustawy.

## Ustawa podatkowa jako źródło prawa
Ustawa podatkowa nie rozszerza katalogu źródeł prawa o kolejną pozycję, natomiast stanowi odmianę ustawy zwykłej. Ustawa ta odróżnia się od ustawy zwykłej ze względu na:
- przedmiot, jako że ma ona dotyczyć danin publicznych,
- wymaganą kompletność i precyzję regulacji,
- specyfikę trybu ustawodawczego, wyróżniającą się w zakazie rozpatrywania jej w trybie pilnym (art. 123 ust. 1 Konstytucji RP) oraz nakazie przeprowadzenia pierwszego czytania na plenarnym posiedzeniu Sejmu (art. 37 ust. 2 Regulaminu Sejmu)[2].

## Definicje ustaw podatkowych w polskim prawie
Polskie prawo w dwóch różnych miejscach wskazuje na ustawy, które uważane są lub nazywane wprost ustawami podatkowymi.
Po pierwsze, miejscem tym jest art. 217 Konstytucji RP, w myśl którego „nakładanie podatków, innych danin publicznych, określanie podmiotów, przedmiotów opodatkowania i stawek podatkowych, a także zasad przyznawania ulg i umorzeń oraz kategorii podmiotów zwolnionych od podatków następuje w drodze ustawy”. Tak więc, została tu zawarta zasada nakładania podatków w drodze ustawy, i to na zasadzie wyłączności. Ponadto w art. 123 ust. 1 Konstytucji RP wprost jest mowa o „projektach ustaw podatkowych”.
Po drugie, miejscem, w którym bezpośrednio używa się nazwy „ustawa podatkowa” i w którym definiuje się pojęcie ustawy podatkowej jest art. 3 pkt 1 Ordynacji podatkowej. Na potrzeby tego aktu ustawami podatkowymi są „ustawy dotyczące podatków, opłat oraz niepodatkowych należności budżetowych określające podmiot, przedmiot opodatkowania, powstanie obowiązku podatkowego, podstawę opodatkowania, stawki podatkowe oraz regulujące prawa i obowiązki organów podatkowych, podatników, płatników i inkasentów, a także ich następców prawnych oraz osób trzecich.”

## Ustawy podatkowe w prawie polskim
| Ustawa podatkowa | Rodzaj podatku                                                                           |
| --- | ---------------------------------------------------------------------------------------- |
| Ustawa o podatku od towarów i usług (Dz.U. z 2025 r. poz. 775)                                                                 | VAT                                                                                      |
| Ustawa o podatku akcyzowym (Dz.U. z 2025 r. poz. 126)                                                                          | Akcyza                                                                                   |
| Ustawa o podatku dochodowym od osób fizycznych (Dz.U. z 2025 r. poz. 163)                                                      | Podatek dochodowy od osób fizycznych                                                     |
| Ustawa o podatku dochodowym od osób prawnych (Dz.U. z 2025 r. poz. 278)                                                        | Podatek dochodowy od osób prawnych                                                       |
| Ustawa o grach hazardowych (Dz.U. z 2025 r. poz. 595)                                                                          | Podatek od gier                                                                          |
| Ustawa o podatku tonażowym (Dz.U. z 2021 r. poz. 985)                                                                          | Podatek tonażowy                                                                         |
| Ustawa o podatku od spadków i darowizn (Dz.U. z 2024 r. poz. 1837)                                                             | Podatek od spadków i darowizn                                                            |
| Ustawa o podatku rolnym (Dz.U. z 2024 r. poz. 1176)                                                                            | Podatek rolny                                                                            |
| Ustawa o podatku leśnym (Dz.U. z 2025 r. poz. 176)                                                                             | Podatek leśny                                                                            |
| Ustawa o podatku od czynności cywilnoprawnych (Dz.U. z 2024 r. poz. 295)                                                       | Podatek od czynności cywilnoprawnych                                                     |
| Ustawa o podatkach i opłatach lokalnych (Dz.U. z 2025 r. poz. 707)                                                             | Podatek od nieruchomości, podatek od środków transportowych                              |
| Ustawa o podatku od wydobycia niektórych kopalin (Dz.U. z 2022 r. poz. 1539)                                                   | Podatek od wydobycia miedzi i srebra                                                     |
| Ustawa o podatku od niektórych instytucji finansowych (Dz.U. z 2023 r. poz. 623)                                               | Podatek od niektórych instytucji finansowych                                             |
| Ustawa o podatku od sprzedaży detalicznej (Dz.U. z 2023 r. poz. 148)                                                           | Podatek od sprzedaży detalicznej                                                         |
| Ustawa o specjalnym podatku węglowodorowym (Dz.U. z 2018 r. poz. 2269)                                                         | Specjalny podatek węglowodorowy                                                          |
| Ustawa o zryczałtowanym podatku dochodowym od niektórych przychodów osiąganych przez osoby fizyczne (Dz.U. z 2025 r. poz. 843) | Podatek zryczałtowany dochodowy od niektórych przychodów osiąganych przez osoby fizyczne |

## Przejrzystość regulacji podatkowych
Regułą jest, że każdy podatek jest normowany odrębną ustawą (np. podatek od czynności cywilnoprawnych regulowany jest ustawą o podatku od czynności cywilnoprawnych), co ma na celu zwiększenie czytelności (przejrzystości) ustaw podatkowych. Wyjątkowo tylko podatki i opłaty zwane lokalnymi są unormowane w jednej ustawie.

## Orzecznictwo
Ustawa podatkowa, zgodnie z poglądami Trybunału Konstytucyjnego, powinna w jak najszerszym zakresie regulować podstawowe elementy konstrukcyjne podatku, powierzając podustawowym aktom prawnym co najwyżej szczegółowe rozwinięcie przyjętych rozwiązań. Tak więc, warunkiem konstytucyjności takiego rozwiązania – w ocenie TK – jest to, „że ustawa określa ogólne zasady w tym zakresie i udziela wystarczająco precyzyjnych wskazówek co do sposobu ich uregulowania w akcie wykonawczym” (wyr. z 1.9.1998 r., U 1/99, OTK 1998, Nr 5, poz. 63).